# Uvaria wrayi
Uvaria wrayi är en kirimojaväxtart som först beskrevs av George King, och fick sitt nu gällande namn av L. L. Zhou, Y. C. F. Su och Richard M.K. Saunders. Uvaria wrayi ingår i släktet Uvaria och familjen kirimojaväxter. Inga underarter finns listade i Catalogue of Life.